# Amunicja rewolwerowa

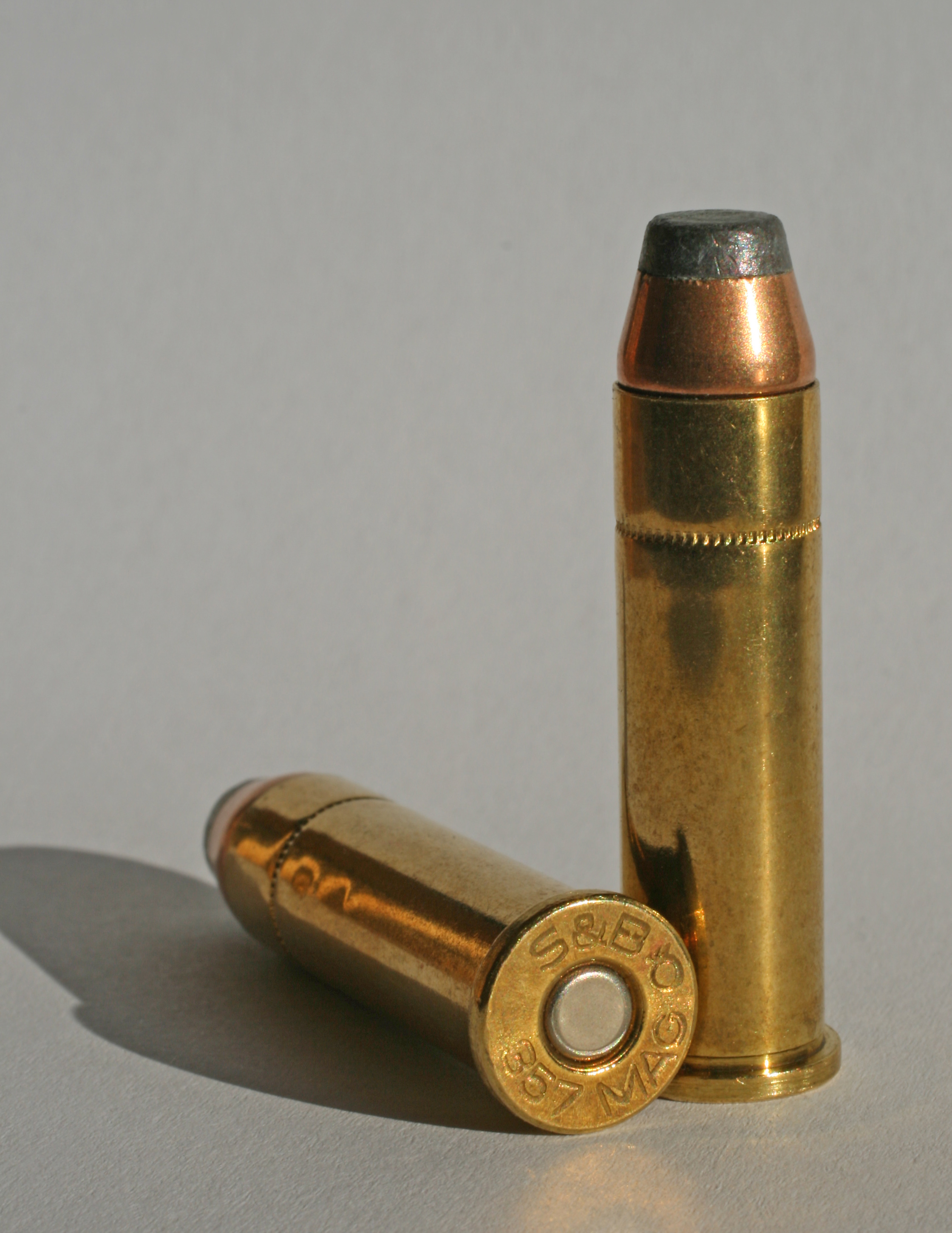
Amunicja .357 Magnum

Amunicja rewolwerowa – rodzaj amunicji zespolonej przeznaczonej do zasilania rewolwerów.
Pierwsze naboje zespolone wprowadzono w rewolwerach systemu Lefaucheux w 1853. Późniejsze naboje rewolwerowe mają już centralnie umieszczoną spłonkę w dnie łuski.
Łuski amunicji rewolwerowej z kryzą wystającą nie posiadają szyjki i mają jednakową średnicę na całej długości. Nietypowym nabojem był nabój 7,62 mm Nagant, w którym pocisk był w całości schowany w łusce.
Kaliber większości nabojów rewolwerowych, popularnych zwłaszcza na rynkach anglosaskich, tradycyjnie określa się w setnych lub tysięcznych częściach cala:
- .32 Smith & Wesson – 8,13 mm (w rzeczywistości 7,93 mm)
- .357 Magnum – 9,07 mm
- .38 Special – 9,65 mm (w rzeczywistości 9,07 mm)
- .41 Magnum – 10,4 mm
- .44 Magnum – 11,2 mm (w rzeczywistości 10,9 mm)
- .45 Colt Long – 11,43 mm
- .454 Casull – 11,43 mm
- .500 S&W Magnum - 12,7 mm

Niektóre pistolety strzelają również amunicją rewolwerową, zwłaszcza silnym nabojem .357 Magnum.
Istnieją też rewolwery używające amunicji pistoletowej. Naboje pistoletowe, nie posiadające wystającej kryzy wymagają użycia dwóch blaszanych klipsów w kształcie półksiężyca. Klipsy te wchodzą w rowki łuski przeznaczone dla pazura wyciągu i ustalają położenie naboju w bębnie rewolweru.